# Ynet
A Ynet (héberül: ינט)  izraeli hírportál, amely a Yedioth Ahronoth csoport része. A Ynet tartalmának többsége azonban saját, kizárólag a weboldalon közzétett, különálló személyzet által készített tartalom.
Az Ynet 2000 júniusában kizárólag héber nyelven indult el, 2004-ben indította el angol kiadását, a Ynetnewst. Ezen felül a Ynet a Yedioth Ahronoth médiacsoport magazinjainak online verzióját is tartalmazza: Laisha (amely a Ynet divatszakaszát is üzemelteti), Pnai Plus, Blazer, GO magazin, és a Mentha magazin. A Ynetnek két éven át volt egy arab változata is, de 2005 májusában megszűnt. A Ynet fő vetélytársai a Walla! és a Nana. 2008 óta a Ynet Izrael legnépszerűbb internetes portálja, a Google Trends szerint.

## Ynetnews
A Ynetnews a Yedioth Ahronothoz és a héber Ynethez kapcsolódó angol nyelvű hírportál. A Ynetnews 2005 februárjában indult Tel-Avivban, kilenc fős személyzettel.